# Ostrov (Benešovi járás)
Ostrov település Csehországban, a Benešovi járásban. Ostrov Louňovice pod Blaníkem, Kondrac, Veliš és Hradiště településekkel határos. Lakosainak száma 71 fő (2024. január 1.).

## Népesség
A település lakosságának változását az alábbi diagram mutatja:
| Lakosok száma | 211  | 196  | 220  | 150  | 89   | 49   | 50   | 48   | 63   | 71   |
|               | 1869 | 1890 | 1921 | 1950 | 1980 | 2001 | 2017 | 2019 | 2022 | 2024 |